# Silvanus P. Thompson
Silvanus Phillips Thompson (ur. 19 czerwca 1851 w Yorku, North Yorkshire, zm. 12 czerwca 1916 w Londynie) – angielski fizyk, pedagog, inżynier-elektryk, członek Royal Society i innych stowarzyszeń naukowych, współtwórca telefonii i współodkrywca zjawiska bioelektromagnetyzmu, profesor University College, Bristol oraz założyciel i dyrektor Finsbury Technical College (uznawanego za pierwsze technikum w Anglii).

## Życiorys
Urodził się w rodzinie kwakrów w Yorku. Był drugim z ośmiorga dzieci Silvanusa i Bridget Thompsonów (miał czterech braci i trzy siostry). Uczęszczał do kwakierskiej Bootham School, w której jego ojciec pracował jako school-master – szkoły o doskonałej reputacji, prowadzącej liczne warsztaty naukowe, artystyczne i rzemieślnicze, wydającej własne czasopisma o tematyce astronomicznej, geologicznej, botanicznej, ornitologicznej. Silvanus Thompson jr został zapamiętany jako jeden z akwarelistów.
Stopień BA otrzymał w wieku 19 lat (1870), po studiach w Quakers Training College w Pontefract, gdzie przygotowywał się do zawodu nauczyciela. Otrzymał tytuł magistra w Quaker Bootham School w  1873, a po stażu nauczycielskim otrzymał stypendium do Royal School of Mines (RSM) w South Kensington, gdzie studiował chemię i fizykę. Uzyskał z wyróżnieniem stopień Bachelor of Science i rozpoczął pracę w RSM. Wkrótce został członkiem Królewskiego Towarzystwa Astronomicznego i Physical Society; uczestniczył w spotkaniach – wykładach z pokazami eksperymentów – organizowanych w Royal Institution. 
11 stycznia 1876 roku wysłuchał wykładu sir Williama Crookesa na temat mechanicznego oddziaływania światła (z pokazem radiometru), który ukierunkował jego zainteresowania naukowe. W roku 1876 został wykładowcą fizyki w University College, Bristol (później University of Bristol), a w roku 1878, w wieku 27 lat, został profesorem (full professor), otrzymując katedrę w tej szkole.
Po ośmiu latach pełnienia tej funkcji przeniósł się z Bristolu do Londynu, gdzie zamierzał zająć się promocją edukacji technicznej. Starał się o stanowisko dyrektora City & Guilds of London Institute for the Advancement of Technical Education, jednak jego kandydaturę odrzucono. W roku 1885 został dyrektorem Finsbury Technical College (obecnie City and Guilds of London Institute), utworzonego przez City & Guilds. Był członkiem grupy profesorów-założycieli, dzięki którym FTC stał się modelową dla całego kraju szkołą techniczną. Do grupy założycieli należeli również: William. E. Ayrton (1847–1908, profesor fizyki i telegrafii), Henry Edward Armstrong (1848–1937, chemik, uczeń Adolpha Kolbego, zaangażowany w rozwój edukacji) i John Perry (1850–1920, inżynier-elektryk, wcześniej współpracownik W. Ayrtona i asystent lorda Kelvina w Glasgow). 
Rozwojowi Finsbury Technical College Silvanus Thompson poświęcił kolejne 30 lat życia. 

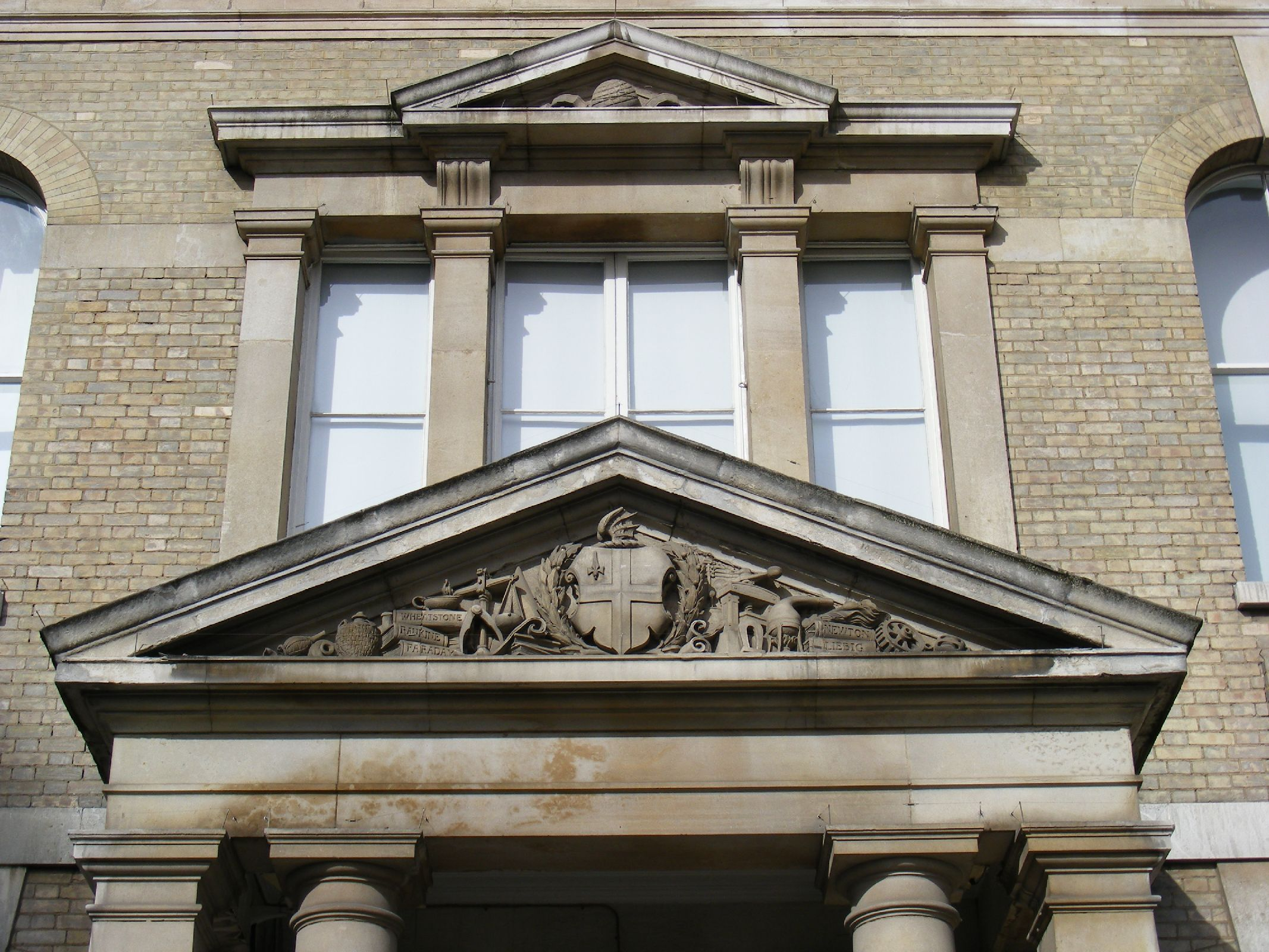
Portyk nad wejściem do budynku d. Finsbury Technical College, z nazwiskami Wheatstone’a, Rankina, Faradaya, Newtona i Liebiga

W pierwszym roku do Kolegium przyjęto 156 uczestników studium dziennego i 912 studiujących w trybie wieczorowym. Zgodnie z wizją założycieli byli to m.in. czeladnicy, brygadziści z zakładów przemysłowych oraz uczniowie różnych szkół średnich; Finsbury Technical uzupełniał ich wykształcenie techniczne – jest uznawany za pierwsze angielskie technikum. Thompson był jego dyrektorem oraz dziekanem Wydziału Fizyki. Równocześnie pisał podręczniki, artykuły naukowe i eseje, wygłaszał prelekcje w towarzystwach naukowych, pełnił funkcję konsultanta ds. elektrotechniki w WD & HO Wills (Tobacco Factory w Bristolu). Uczestniczył (wraz z żoną) w wieczornych spotkaniach, organizowanych w piątki w Royal Institution, jako aktywny uczestnik dyskusji i jako wykładowca budzący podziw słuchaczy (William Hale-White nazwał go „księciem wśród wykładowców”).
Uczestniczył w kongresie British Association w Montrealu (1884), towarzysząc W. Ramsayowi (odkrywcy gazów szlachetnych), Oliverowi Lodge i W. Thomsonowi. W czasie pobytu w Montrealu miał możliwość dyskusji z A.G. Bellem na temat jego wynalazku – urządzenia przekazującego dźwięk na odległość. Zainspirowało go to do podjęcia konstrukcji i badań podobnych urządzeń oraz do publikacji swoich uwag na ten temat. Jego artykuł Notes on the Construction of the Photophone (1881) jest wymieniany wśród publikacji twórców telefonii. Silvanus Thompson jest uważany również za współodkrywcę zjawiska bioelektromagnetyzmu (osobą zasłużoną w odkryciu tego zjawiska był również Francuz Jacques-Arsène d'Arsonval).
Jako pacyfista ciężko przeżywał zdarzenia w czasie wojen burskich i I wojny światowej – starał się unikać zadań, które mogłyby mieć znaczenie militarne. Zmarł w wieku 65 lat. Jego prochy złożono w Old Friends' Meeting House w Jordans (Buckinghamshire) – w miejscu, które odwiedzał i podziwiał. Spotkanie pożegnalne odbyło się w Meeting House Westminster St. Martin’s Lane. Uczestniczyli w nim członkowie Religijnego Towarzystwa Przyjaciół, wielu reprezentantów stowarzyszeń naukowych i innych instytucji, z którymi był związany, oraz liczni uczniowie.

## Publikacje (wybór)
W bogatym dorobku S.P. Thompsona znajdują się nie tylko prace bezpośrednio związane z obszarem jego zainteresowań fizycznych (tj. elektrotechnika i optyka; prace autorskie i tłumaczenia z języków obcych), ale również inne pozycje, tj. biografie zasłużonych fizyków lub eseje dotyczące religii, np.:

- 1879 – Apprenticeship Schools in France,
- 1879 – Apprenticeship Scientific and Unscientific,
- 1883 – Philipp Reis, Inventor of the Telephone: A Biographical Sketch,
- 1891 – Lezioni elementari di elettricità e magnetismo,
- 1891 – The electromagnet, and electromagnetic mechanism,
- 1891 – Lectures on the Electromagnet,
- 1893 – Elektricitet og magnetisme: Elementær indledning til den …,
- 1894 – Théorie théorique et pratique des machines dynamo-électriques,
- 1895 – L'Électro-aimant et l'électro-mécanique …,
- 1896 – Läran om elektriciteten och magnetismen,
- 1896 – Light Visible and Invisible (A Series of Lectures Delivered at the Royal Institution of Great Britain),
- 1896 – Dynamo-electric Machinery: A Manual for Students of Electrotechnics,
- 1897 – Die dynamoelektrischen Maschinen, Tom 2,
- 1898 – Leçons élémentaires d'électricité et de magnétisme (wsp. Léon Binet),
- 1898 – Michael Faraday: His Life and Work,
- 1900 – Michael Faradays Leben und Wirken (wsp. Agathe Schütte, Heinrich Danneel),
- 1900 – Telegraphy Across Space,
- 1901 – Notes on the De Magnete of Dr. William Gilbert,
- 1903 – William Gilbert, and Terrestrial Magnetism in the Time of … (wsp. William Gilbert),
- 1904 – Mehrphasige elektrische Ströme und Wechselstrommotoren (wsp. K. Strecker, F. Vesper),
- 1905 – The Pied Piper of Hamelin: Being an Excursus Or Painsfull …,
- 1906 – Elementary Lessons in Electricity and Magnetism,
- 1907 – Die dynamoelektrischen Maschinen: Die Gleichstrommaschinen, Tom 1,
- 1907 – Optical Tables and Data for the Use of Opticians,
- 1908 – The Life and Work of Lord Kelvin (The Kelvin Lecture),
- 1910 – The Life of William Thomson, Baron Kelvin of Largs – Tomy 1–2,
- 1910 – Calculus Made Easy,
- 1911 – Dynamo-electric Machinery: A Manual for Students of …,
- 1912 – A New Method of Harmonic Analysis,
- 1912 – Treatise on Light, in which are Explained the Causes of that which Occurs in Reflection, and in Refraction, and Particularly in the Strange Refraction of Iceland Crystal (Christiaan Huygens, tłum. na ang. S.P. Thompson),
- 1914 – Radiations visibles et invisibles: conferences faites à l'Instution royale de Grande-Bretagne,augmentées de conférences nouvelles,
- 1914 – Science and Religion, by Seven Men of Science: Speakers in Browning Hall During Science Week (Oliver Joseph Lodge, John Ambrose Flemeing, W.B. Bottoinley …),
- 1919 – A not impossible religion,
- 1919 – Le calcul intégral et différentiel à la portée de tout le monde,
- 1922 – Bibliographical History of Electricity and Magnetism (wsp. Paul Pleury Mottelay, R. T. Glazebrook),
- 1923 – The Quest for Truth (przed 1923),
- 1923 – Gilbert, of Colchester,
- 1923 – Il calcolo infinitesimale reso facile,
- 1923 – Michael Faradays Leben und Wirken,
- 1924 – Calculus Made Easy: Being a Very-simplest Introduction to …,
- 1924 – Livets religion,
- 1927 – Höhere Mathematik – und doch verständlich: eine leichtfassliche Einführung in die Differential- und Integralrechnung für Chemiker, Biologen und Volkswirtschaftler (wsp. Klaus Clusius).

## Wyróżnienia

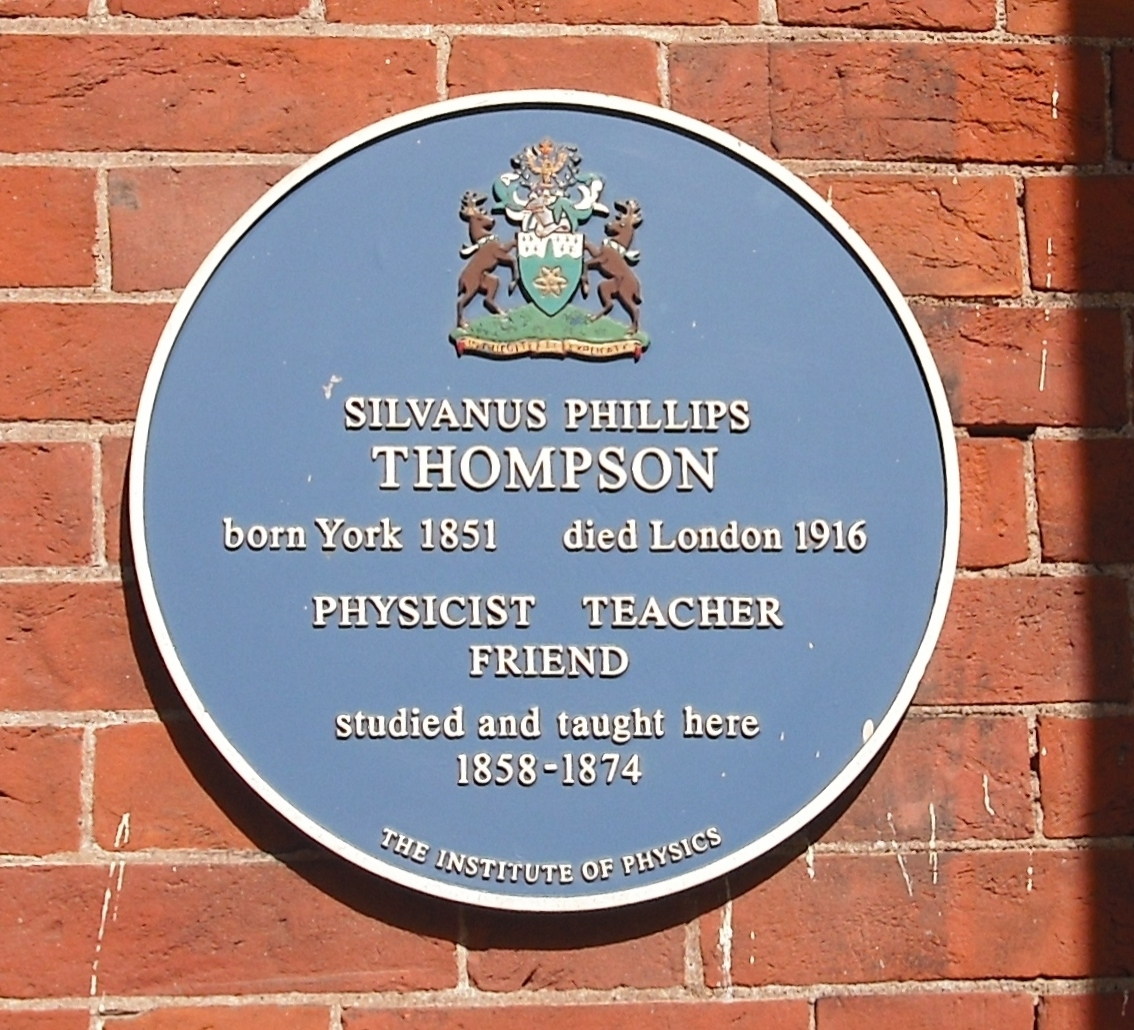
Tablica pamiątkowa na ścianie Institute of Physics

Został wybrany do Royal Society (1891), Królewskiego Towarzystwa Astronomicznego i Królewskiej Szwedzkiej Akademii Nauk. Był członkiem Roentgen Society (współcześnie British Institute of Radiology, BIR) i Society of Telegraph and Electricians oraz prezesem obu tych stowarzyszeń. W roku 1899 otrzymał honorowe obywatelstwo Londynu (tytuł Freeman of the City of London). 
British Institute of Radiology od roku 1918 przyznaje corocznie Silvanus Thompson memorial lecture. Osoby wyróżnione otrzymują srebrny medal z jego podobizną.

## Życie rodzinne
Ożenił się z Jane Henderson w roku 1881 w Glasgow, w tamtejszym Friends Meeting House (domu Towarzystwa Przyjaciół). Małżonkowie zamieszkali początkowo w Clifton (Bristol, w pobliżu wąwozu Avon), a następnie przenieśli się do Londynu. Tam zamieszkali przy Arundel Gardens w Bayswater, a następnie w Hampstead. Mieli cztery córki.
Jane Smeal Henderson Thompson (żona) i Helen Gertrude Thompson (córka) opublikowały w roku 1920 obszerną książkę pt. Silvanus Phillips Thompson, D.SC., LL.D., F.R.S.: His Life and Letters.